# Народный авангард (партия)
Партия «Народный авангард» (исп. Partido Vanguardia Popular) — коммунистическая политическая партия Коста-Рики.

## История
Партия была основана на базе ряда марксистских кружков 4 апреля 1930 года под названием Рабоче-крестьянская партия, но вскоре была переименована в Коммунистическую партию Коста-Рики (исп. Partido Comunista de Costa Rica). Официальной датой основания компартии считается 16 июня 1931 года, когда в помещении Всеобщего союза трудящихся состоялось первое заседание исполкома, на котором присутствовали 6 его членов. 
Одной из предшественниц компартии была Революционная ассоциация рабочей культуры (АРКО), ставившая целью «защиту интересов рабочих столицы» и открытие Народного университета и издававшая газету «Революсьон». Вместо последней с июля 1931 года печатным органом партии стал еженедельник «Трабахо» («Труд»).
Среди учредителей партии был молодой венесуэльский политик Ромуло Бетанкур, будущий антикоммунист. Известность из первых коста-риканских коммунистов также получили писатели Хоакин Гутьеррес, Карлос Луис Фаллас, Кармен Лира и Фабиан Доблес, а также педагог Одилья Кастро Идальго. Генеральным секретарём был избран студенческий и профсоюзный лидер Мануэль Мора Вальверде. 
Уже в 1934 году, на волне протестов работников банановых плантаций «Юнайтед Фрут Компани», депутаты Компартии Мануэль Мора Вальверде и Эфраин Хименес были избраны в Законодательную ассамблею.
В 1943 году партия была переименована в Партию «Народный авангард». В 1940-е годы в блоке с другими (реформистскими и левохристианскими) партиями входила в правительство, располагала 10 (из 45) депутатами в парламенте и сумела добиться осуществления реформы конституции и принятия ряда законов (о национализации банковского сектора, о всеобщем бесплатном начальном образовании и о социальной защите).
В гражданской войне 1948 года в Коста-Рике воевала на стороне правительственных сил, понеся тяжёлые потери (порядка 2,5 тысяч членов) и потерпев поражение. С этого времени партия «Народный авангард» находилась вне закона вплоть до принятия конституционной реформы 1975 года, отменившей запрет. Победившие социал-демократы и консерваторы выслали лидеров коммунистов, но партия в 1950 году реорганизовалась и на чрезвычайном съезде приняла новый устав. Впредь она продолжала действовать полулегально, используя в качестве прикрытия Рабочую партию социалистического действия.
С 1970 года вновь имела своих представителей в парламенте и органах местного самоуправления. В 1971 году открыто провела свой XI съезд, на котором присутствовала делегация КПСС. На этом съезде приняла программу, требовавшую «антиимпериалистической, аграрной, демократической и народной революции».
В 1977 году с Коста-риканской социалистической партией, троцкистским Революционным движением народа и другими левыми силами создала избирательный альянс «Объединённый народ», исполком которого возглавил генеральный секретарь ЦК «Народного авангарда» Мануэль Мора Вальверде. На выборах 1978 года блок получил 7,7 % и 3 места в парламенте. Парламентское представительство он сохранял до 1994 года, когда альянс не участвовал в выборах, а от коммунистов прошёл лишь один депутат.
В 1970-х годах от партии откололось маоистское крыло, создавшее Коста-риканский народный фронт. В марте 1984 года партия вновь подверглась расколу. Из неё выделилась фракция во главе с Эдуардо Мора Вальверде, которая вскоре основала Коста-риканскую народную партию.
В 1995 году партия вновь стала ядром Альянса «Объединённый народ», получившего на парламентских выборах 1998 года 2 % голосов и вошедшего в левую коалицию «Демократическая сила». В 2006 году «Народный авангард» участвовал в выборах с рядом троцкистских партий в составе блока «Объединённые левые».